# SV Ennigloh 09
Der SV Ennigloh 09 war ein Sportverein aus Bünde im Kreis Herford. Die erste Fußballmannschaft spielte ein Jahr in der höchsten Amateurliga Westfalens.

## Geschichte
Der SV Ennigloh 09 entstand im Jahre 1934 durch die Fusion der Freien Turn- und Sportvereinigung Ennigloh, entstanden im Jahre 1922 durch die Fusion des Arbeiter Turnvereins Ennigloh und Eintracht Bünde-Blanken, und dem TV Bahnhof Bünde und war im Bünder Stadtteil Ennigloh beheimatet. Die Fußballer stiegen 1946 in die Bezirksklasse auf und wurden zwei Jahre später Vizemeister hinter dem TuS Lübbecke. 1952 wurden die 09er mit zwei Punkten Vorsprung auf den SV Oetinghausen Meister. Nach einem 3:1-Entscheidungsspielsieg über TuRa Elsen stiegen die 09er in die Landesliga auf, die damals noch die höchste westfälische Amateurliga war. Nach nur einem Jahr folgte der Abstieg als Vorletzter in die Bezirksklasse.
Im Jahre 1957 wurde Ennigloh Vizemeister hinter Minden 05 und schaffte zwei Jahre später als Meister vor TuRa Löhne den Wiederaufstieg in die Landesliga, die nunmehr nur noch die zweithöchste westfälische Spielklasse war. Mit Kurt Zentner hatte in ehemaliger Spieler von Arminia Bielefeld das Spielertraineramt übernommen und führte die so genannte „Zentner-Elf“ zum Aufstieg. Teil der Mannschaft war der spätere WDR-Intendant Fritz Pleitgen. Gleich in der Aufstiegssaison 1959/60 konnte der VfL Mennighüffen mit 9:1 geschlagen werden, ein Jahr später wurde die Mannschaft Vierter. 1962 konnte der Abstieg in einer kuriosen Saison nur knapp vermieden werden. Die 09er schlugen den TuS Spork-Wendlinghausen mit 10:1, verloren allerdings auch mit 0:10 beim SC Grün-Weiß Paderborn.
Die späten 1960er und frühen 1970er Jahre sollten zur erfolgreichsten Zeit der Vereinsgeschichte werden. Zeitweilig wurde die Mannschaft vom Ex-Nationalspieler Horst Szymaniak trainiert. Nach einem dritten Platz 1967 wurden die Ennigloher ein Jahr später mit einem Punkt Rückstand auf den SV Brackwede Vizemeister. 1970 und 1972 reichte es nochmal zu dritten Plätzen, wobei die Mannschaft 1972 ebenfalls nur einen Punkt Rückstand auf den Meister TSG Harsewinkel hatte. Ein Jahr später fusionierte der SV Ennigloh 09 mit der SG Bünde 08 zum Bünder SV.

## Persönlichkeiten
- Bodo Horstkotte
- Werner Möckel
- Fritz Pleitgen
- Dieter Pries
- Dieter Roggow
- Eduard Sausmikat
- Kurt Schinkel
- Karlfried Stuke
- Horst Szymaniak
- Kurt Zentner